# William von Wirén
William von Wirén (11 de setembro de 1894 — 23 de novembro de 1956) foi um velejador estoniano, medalhista olímpico. Ele competiu nos Jogos Olímpicos de Verão de 1928 na classe 6 Metre e conquistou a medalha de bronze na disputa a bordo do Tutti V com Nikolai Vekšin, Andreas Faehlmann, Georg Faehlmann e Eberhard Vogdt. Ele também ganhou a medalha de ouro no Campeonato Europeu de iatismo no gelo na classe de 20 m em 1933 e 1934 e uma medalha de bronze na classe de iate no gelo Monotype-XV Internacional em 1936.